# Take Action Tour
Il Take Action Tour è stata una tournée primaverile attiva dal 1999 al 2015, che non solo ha ospitato diverse band, ma ha anche cercato di sensibilizzare le persone riguardo a questioni come il suicidio, e tenta di prevenirle. Il tour è stato creato dalle etichette discografiche Sub City e Hopeless Records. Una parte delle vendite di biglietti e delle raccolte CD vengono donati alla causa.
Nel 2002 l'evento si è svolto insieme al Plea for Peace Tour, organizzato dalla fondazione non-profit creata da Mike Park della Asian Man Records.

## Artisti per anno
1999
2000
2001
2002
- Jimmy Eat World
- The International Noise Conspiracy
- Poison the Well
- The Bouncing Souls
- Anti-Flag
- Thursday
- The Promise Ring
- Common Rider
- Lawrence Arms
- Snapcase
- Cursive
- Coheed And Cambria
- Wau Wau Sisters
- Le Tigre
- Northern State

2003
- Poison The Well
- Dillinger Escape Plan
- Further Seems Forever
- Eighteen Visions
- Shai Hulud
- Since By Man
- Avenged Sevenfold
- This Day Forward
- Shadows Fall
- Throwdown
- Himsa
- These Arms Are Snakes

2004
2005
- Sugarcult
- The Early November
- Hawthorne Heights
- Head Automatica
- Hopesfall
- Gym Class Heroes
- Maxeen
- Melee
- Plain White T's
- Anberlin
- Don't Look Down

2006
- Matchbook Romance
- Silverstein
- The Early November
- Chiodos
- Amber Pacific
- Paramore
- Man Alive
- I Am Ghost
- We Are The Fury
- Hit The Lights
- Roses Are Red
- Sullivan

2007
- The Red Jumpsuit Apparatus
- Emery
- Scary Kids Scaring Kids
- A Static Lullaby
- Kaddisfly

2008
- Every Time I Die
- From First To Last
- The Bled
- August Burns Red
- The Human Abstract

2009
- Cute Is What We Aim For
- Meg & Dia
- Breathe Carolina
- Every Avenue
- Anarbor
- All Time Low
- Set Your Goals
- Stealing O'Neal

2010
- We The Kings
- Mayday Parade
- There for Tomorrow
- A Rocket to the Moon
- Stereo Skyline
- Call The Cops
- Attack Attack!
- Pierce the Veil
- Dream On, Dreamer

2011
- Silverstein
- Bayside
- Polar Bear Club
- The Swellers
- Texas in July

2013
- The Used
- We Came as Romans
- Crown the Empire
- Mindflow

2014
- The Devil Wears Prada
- The Ghost Inside
- I Killed the Prom Queen
- Dangerkids

2015
- Memphis May Fire
- Crown the Empire
- Dance Gavin Dance
- Palisades

## Raccolte ufficiali
- 2001 – Take Action! Vol. 1
- 2002 – Plea for Peace/Take Action! Vol. 2
- 2003 – Take Action! Vol. 3
- 2004 – Take Action! Vol. 4
- 2006 – Take Action! Vol. 5
- 2007 – Take Action! Vol. 6
- 2008 – Take Action! Vol. 7
- 2009 – Take Action! Vol. 8
- 2010 – Take Action! Vol. 9
- 2011 – Take Action! Vol. 10
- 2013 – Take Action! Vol. 11